# Улица Максима Белоконя
Улица Максима Белоконя (до 2023 года — Брестская улица) (укр. Вулиця Максима Білоконя) — улица в Новозаводском районе города Чернигова, исторически сложившаяся местность (район) Новая Подусовка. Пролегает от улицы Красносельского до улицы Небесной Сотни (Орловская).
Примыкают улицы Львовская, Евгения Лоскота (Костромская), Александра Карпинского (Тульская),

## История
Брестская улица — в честь в города Брест — была проложена и застраивалась в 1980-е годы, вместе в другими улицами 2-й очереди застройки Новой Подусовки (Новоподусовского жилого массива).
С целью проведения политики очищения городского пространства от топонимов, которые возвеличивают, увековечивают, пропагандируют или символизируют Российскую Федерацию и Республику Беларусь, 21 февраля 2023 года улица получила современное название — в честь участника обороны Чернигова, Героя Украины Максима Витальевича Белоконя, согласно Решению Черниговского городского совета № 29/VIII-7 «Про переименование улиц в городе Чернигове» («Про перейменування вулиць у місті Чернігові»).

## Застройка
Улица пролегает в южном направлении, параллельно улицам Руднева и Андрусенко. Парная и непарная стороны улицы заняты усадебной застройкой.  
Учреждения: нет